# Aruba en los Juegos Paralímpicos de Río de Janeiro 2016
Aruba estuvo representada en los Juegos Paralímpicos de Río de Janeiro 2016 por un deportista masculino. El equipo paralímpico arubeño no obtuvo ninguna medalla en estos Juegos.